# Метод Вернейля

Упрощённая схема метода Вернейля

Метод Вернейля (также процесс Вернейля, названный по имени изобретателя) — способ выращивания монокристаллов с температурой плавления в пределах 1173—2773 К, использующийся для создания искусственных драгоценных камней, преимущественно синтетических рубинов и сапфиров.
Как рубин, так и сапфир состоят в основном из оксида алюминия Аl2О3, окраска порождается малыми примесями других оксидов металлов. По методу Вернейля, смесь оксидов расплавляется в огне водородно-кислородной горелки (печи Вернейля), получившиеся капли в процессе охлаждения образуют кристалл.
Изобретённая в самом начале XX века технология по-прежнему, лишь с небольшими изменениями, широко используется при производстве искусственных камней на основе корунда и шпинели.

## История

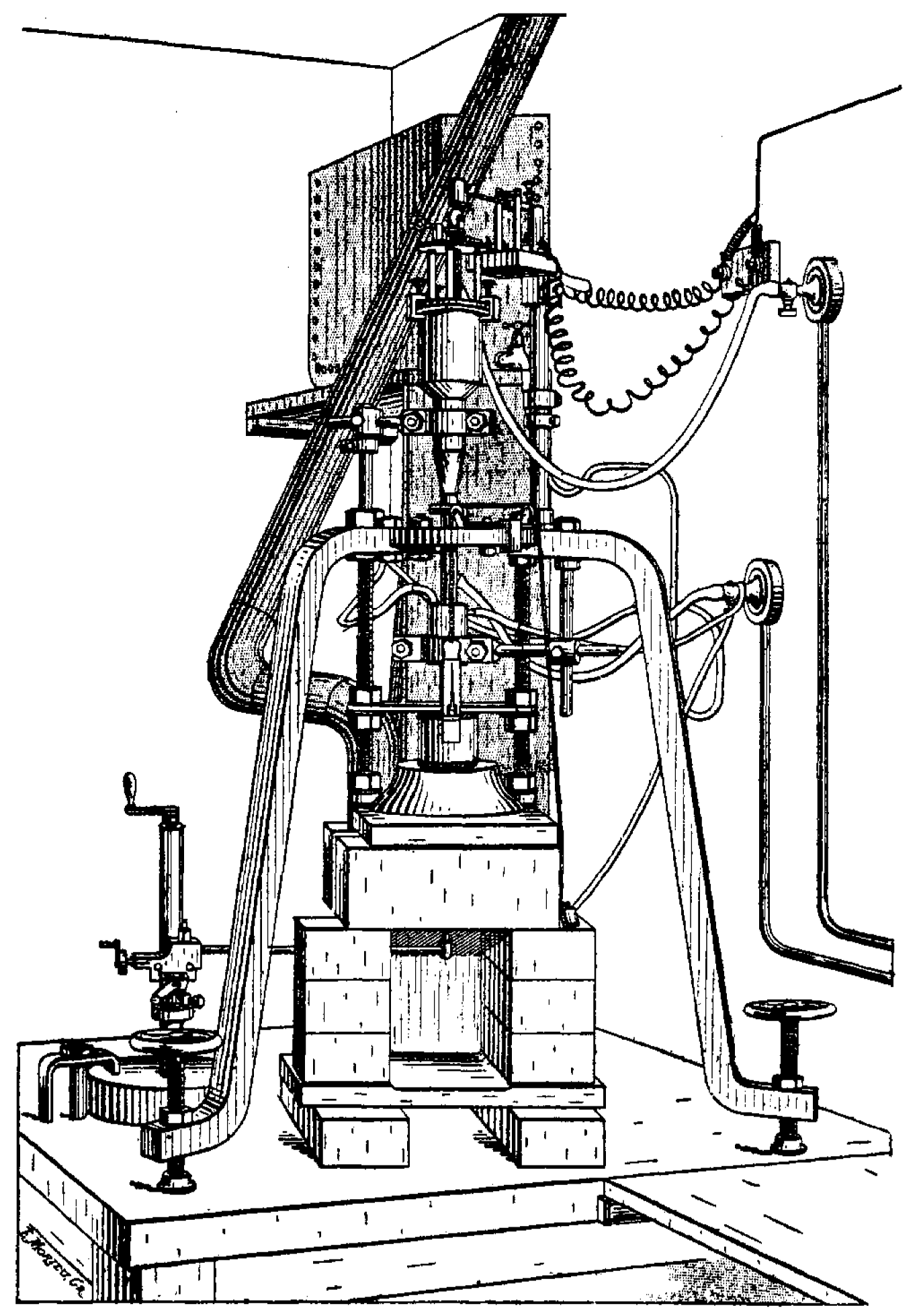
Ранняя печь Вернейля

Уже в 1817 году учёным удалось сплавить вместе два природных рубина, а в 1837 Марк Годэн смог получить первые микроскопические рубины из оксида алюминия. В 1877 году Эдмон Фреми разработал эффективный метод коммерческого изготовления рубинов из расплава и создал первые камни ювелирного качества. Парижский химик Огюст Вернейль вначале работал вместе с Фреми, но затем самостоятельно разработал новый способ получения камней в пламени горелки. Вернейль вдохновлялся так называемыми «женевскими рубинами», которые в 1880 году продавались безвестным женевским торговцем. В настоящее время женевские рубины считаются первыми, изготовленными в пламени горелки, тем самым, кто-то открыл схожий метод за 20 лет до Вернейля. Осознание, что рекристаллизация позволяет выращивать большие камни и появление высокотемпературной водородной горелки привели Вернейля к изобретению «печи Вернейля», в которой мелкомолотая смесь чистого оксида алюминия и оксида хрома расплавлялась при температуре не менее 2000 °C и перекристаллизовывалась на расположенной под пламенем подставке, образуя большой кристалл. Вернейль объявил о своих результатах в 1902 году и опубликовал детали в 1904 году.
Лаборатория Вернейля превратилась в промышленное производство и уже в 1907 году произвела тонну рубинов в 30 печах. К 1910 году производство возросло до 3200 килограммов.
Существенное усовершенствование в процесс внёс С. К. Попов в СССР в 1932 году. В годы второй мировой войны европейские камни оказались недоступными, и США также развернули масштабное производство для военных нужд.
В 2000 году только фабрика в Монте (Швейцария) производила 250 тонн камней в год. 

## Технология

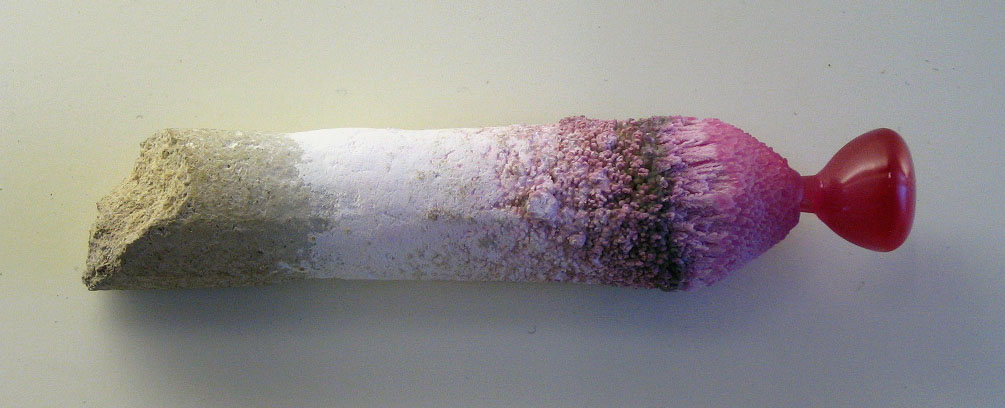
Маленький кристалл рубина, всё ещё прикреплённый к затравке

Шихта высокой чистоты (не менее 99,9995 %) измельчается до частиц размером 1—20 мкм и засыпается в бункер с отверстиями на дне. Из вибрирующего бункера порошок просыпается в печь через отверстия, вместе с ним в печь подаётся кислород. Порция порошка и кислород идут по трубке, находящейся внутри другой трубки, по которой подаётся водород. В печи водород сгорает, расплавляя шихту. Расплав наращивает затравочный кристалл; по мере роста кристалла затравка опускается вниз, чтобы верхняя грань кристалла всегда оставалась на одном уровне, и вращается для равномерного роста и прогрева.
Кристалл растёт в форме вначале расширяющегося конуса, а затем цилиндра. Метод позволяет получить длинные кристаллы со скоростью несколько миллиметров в час, но требует согласовать расход шихты, подачу газов и скорость вращения кристалла. К преимуществам метода относятся:
- отсутствие флюсов и дорогостоящих тиглей;
- отсутствие необходимости точного контроля температуры при горении;
- возможность визуального контроля за ростом монокристалла.

К недостаткам относятся:
- появление внутренних напряжений в кристалле из-за высокой температуры процесса;
- нарушение стехиометрии состава из-за восстановления компонентов водородом и испарения летучих веществ.